# 洛克人3 威利博士的末期！？
《洛克人3：威利博士的末期！？》是遊戲開發商卡普空於1990年9月28日發售的FC遊戲機專用的動作遊戲。洛克人系列的第三部作品。

## 故事及人物
威利博士第二次征服世界的野心被洛克人阻止所以失敗了，地球再次恢復和平。他決定洗心革面後協助萊特博士一起製造守護和平的巨大機器人－伽馬（Gamma），並且製造八台機器人去進行發掘不明惑星上的八顆水晶的任務，這些機器人分別為「尖刺人」、「磁鐵人」、「雙子星人」、「堅硬人」、「陀螺人」、「蛇人」、「電光人」及「忍者人」。但在發掘期間時八台機器人突然失控，連同伽馬也一同失蹤。洛克人和支援型機器狗－拉休（Rush）一起出動展開調查。

## PlayStation移植版
1999年發布了在PlayStation上的移植版，遊戲封面經過重新繪製，內容分成原作模式以及導航模式。
- 原作模式

將1988年在紅白機上發行的版本完全移植，無任何變動。
- 導航模式

除了將1987在紅白機上發行的版本完全移植外，血量條與武器選擇使用全新介面，並且可用L鍵與R鍵切換武器。
武器名稱從英語代碼變成日文全名。
新增路標導航指引玩家前進。
可以透過記憶卡存檔。
可設定難易度。
畫面上方會出現警告標示，提醒玩家要迎戰關卡頭目。
收錄了萊特博士研究所的資料庫，裡面收錄經過重新繪製的關卡頭目以及他們的資料簡介。

## 外部連結
- 元祖洛克人1~6 PS移植版日文官方網站